# Макарова, Анна Александровна (музыкант)
Анна Александровна Макарова (род. 7 июня 1973 года, Ленинград) ― российская арфистка, художник, профессор Санкт-Петербургской консерватории имени Н. А. Римского-Корсакова, Заслуженная артистка Российской Федерации.

## Биография
Родилась 7 июня 1973 года в Ленинграде. В пять лет начала обучение в художественной школе во Дворце пионеров. В 9 лет поступила в среднюю специальную музыкальную школу при Ленинградской консерватории. Затем продолжила обучение в Санкт-Петербургской консерватории им. Н.А.Римского-Корсакова (класс А. А. Варосян).
В 1994 году стала лауреатом международного конкурса арфистов в Израиле.
С 1994 года является артисткой Симфонического оркестра Санкт-Петербургской филармонии, концертмейстером группы арф и первой арфой. В репертуар Анны Макаровой входят более 10 концертов для арфы с оркестром (Моцарт, Глиэр, Хинастера, Родриго).
Работала с такими дирижерами, как Ю. Темирканов, Н. Алексеев, М. Родан, Л. Кремер, Ф. Мастранджело, В. Петренко, С. Кочановский. Выступала в дуэте с известными музыкантами: А. Князевым, М. Тирабоско, У. Эскоффери, Д. Махтиным, И. Йоффом и другими.
С 2002 года преподаёт в Санкт-Петербургской консерватории на кафедре виолончели, арфы, контрабаса и квартета. В ноябре 2015 года получила учёное звание доцента, а в марте 2020 года стала профессором. Среди учеников Макаровой — лауреаты международных конкурсов, солисты Мариинского и Михайловского театров.
С 2009 года является организатором и членом жюри международного конкурса «Золотая арфа», который трижды (2009, 2011, 2014) проходил в Санкт-Петербургской филармонии.
В 2011 году была удостоена звания «Заслуженный артист Российской Федерации».
Помимо музыкальной деятельности, Анна Макарова увлекается живописью. Её картины экспонируются в музеях Москвы, Душанбе, Берлина, представлены в частных коллекциях, а персональные выставки работ проходили в музее фонда исторической фотографии имени Карла Буллы (2016), в филиале театрального музея имени А. А. Бахрушина в Москве (2017) и других.

## Награды
- 1994 ― Лауреат международного конкурса арфистов в Израиле[1]
- 2011 ― Заслуженная артистка Российской Федерации[14]

## Научные публикации
- Макарова А. А. Арфа. Оркестровые трудности. — СПб.: Композитор, 2014. — 80 с. — ISBN 979-0-3522-0759-2.
- Макарова А. А. «Волшебная арфа» Ф. Шуберта в контексте развития арфового искусства. // Музыка и время. 2018. № 5. С. 25-27.
- Макарова А. А. Арфовое наследие Андре Капле (1878—1925). // Музыка и время. 2018. № 11. С. 27-29.
- Макарова А. А. Арфа в партитурах Н. А. Римского-Корсакова и М. А. Балакирева. // Культура и цивилизация. 2018. Том 8. № 2А. С.221-226.